# Fillide Melandroni
Fillide Melandroni, född 1581, död 1618, var en italiensk kurtisan och konstnärsmodell. Hon är känd som modellen bakom flera av Caravaggios kända verk, till exempel Heliga Katarina av Alexandria, Judit och Holofernes och Kristi gravläggning. Hon var prostituerad från tretton års ålder och var runt sekelskiftet 1600 en av Roms mest eftersökta kurtisaner. 